# Henri Sensever
Jean Henri Sensever, né le 16 février 1922 à Tarbes et mort le 31 août 2009 dans cette même ville, est un coureur cycliste français sur piste, médaillé de bronze des championnats du monde sur piste.

## Biographie
Son père était un coureur sur piste et sur route de valeur régionale. Henri Sensever débute dans les sprints de Longchamp en 1941, puis sur la piste de Vincennes, en 1942. Il dispute la course de la Médaille et se qualifie pour la grande finale, en mars 1943,,. En 1944, il partage les victoires des épreuves de vitesse avec Marc Cautenet et le suisse Jacques Lohmüller. La presse les appelle le Triumvirat. Il gagne le Grand Prix Cyclo-Sport de vitesse devant René Faye, battant Reg Haris en demi-finale.
En 1946, Henri Sensever devient champion de France de vitesse amateurs et indépendants, devant André Rivoal,, et conserve son titre en 1947 devant René Faye,. En 1948, Il ne peut défendre son titre; il chute dans la première série et se casse l'humérus,.

## Palmarès

### Championnats du monde
- Paris 1947
  -  Médaillé de bronze de la vitesse amateurs

### Championnat national
- Champion de France de vitesse amateurs 1946 et 1947
- Champion d'Île-de-France 1946[16]
- Champion d'Île-de-France des sociétés avec René Faye et Fernand Vidal
- Champion d'Île-de-France des sociétés 1947 avec Lanners et Maurice Doguette[17]

### Grands Prix
- 2e du Prix Alfred Riguelle : 1943[18],[19]

- Prix d'Ouverture à Vincennes :  1944[20]
- Prix Cautenet : 1944[21]
- 2e Grand Prix  d'Île-de-France de vitesse : 1944[22]
- Grand Prix Cyclo-Sport de vitesse : 1944, 1947 (3e en 1943)
- Prix de Bordeaux-Paris de vitesse : 1946[23]
- Grand Prix d'Angers : 1947
- Grand Prix de Londres : 1948[24],[25].
- 2e Grand Prix de Buffalo 1949

## Vie privée
En 1947, il se marie avec Yvonne Betbèze (1925-2020) à Tarbes. Ils ont un fils Michel Sensever.